# Ernst Stojaspal
Ernst Stojaspal (né le 14 janvier 1925 à Vienne en Autriche et mort le 2 avril 2002 à Moulins-lès-Metz en France) est un footballeur autrichien, qui jouait attaquant puis entraîneur.

## Biographie
Il honore 32 sélections en équipe d'Autriche (dont 4 lors de la Coupe du monde 1954) et marque 15 buts avec cette équipe. 
Après avoir débuté à l'Austria Vienne, il évolue dans le championnat de France au Racing Club de Strasbourg, à Monaco, l'ESTAC Troyes et le FC Metz. 
Par la suite il devient entraîneur, notamment de l'AC Ajaccio.

## Carrière

### Joueur
- 1935-1936 : FC Strindberg  Autriche
- 1937-1938 : Mautner Markhof  Autriche
- 1938-1939 : 1. Simmeringer SC  Autriche
- 1939-1945 : SG Reichsbahn Vienne  Autriche
- 1945-1954 : Austria Vienne  Autriche
- 1954-1957 : RC Strasbourg  France
- 1957-1958 : AS Béziers  France
- 1958-1959 : AS Monaco  France
- 1959-1961 : ESTAC Troyes  France
- 1961-1962 : FC Metz  France

- 1946-1954 :  Autriche (32 sélections, 15 buts)

### Entraîneur
- 1962-1963 : AC Ajaccio  France
- 1963-1967 : AS Giraumont  France
- 1967-1968 : FC Monthey  Suisse
- 1968-1970 : US Athus  Belgique

## Palmarès
- 32 sélections et 15 buts en équipe d'Autriche entre 1946 et 1954
- 3e de la Coupe du monde 1954 avec l'Autriche
- Vainqueur de la Coupe d'Autriche en 1948 et 1949 avec l'Austria Vienne
- Finaliste de la Coupe d'Autriche en 1947 avec l'Austria Vienne
- Champion d'Autriche en 1949, 1950 et 1953 avec l'Austria Vienne
- Meilleur buteur du championnat d'Autriche en 1946, 1947, 1948, 1952 et 1953